# Función de gasto
En la microeconomía, la función de gasto describe la cantidad mínima de dinero que un individuo necesita para lograr un cierto nivel de utilidad, dada una función de utilidad y precios.
Formalmente, si hay una función de utilidad {\displaystyle u} que describe las preferencias sobre las {\displaystyle n} mercancías, la función de gasto 
{\displaystyle e(p,u^{*}):{\textbf {R}}_{+}^{n}\times {\textbf {R}}\rightarrow {\textbf {R}}}
establece qué cantidad de dinero se necesita para lograr una utilidad {\displaystyle u^{*}} si los {\displaystyle n} precios son dados por el vector de precios {\displaystyle p}. Esta función es definida por
{\displaystyle e(p,u^{*})=\min _{x\in \geq (u^{*})}p\cdot x}
donde
{\displaystyle \geq (u^{*})=\{x\in {\textbf {R}}_{+}^{n}:u(x)\geq u^{*}\}}
es el conjunto de todas las canastas que dan utilidad al menos tan buena como {\displaystyle u^{*}}.
Expresado de manera equivalente, el individuo minimiza el gasto {\displaystyle x_{1}p_{1}+\dots +x_{n}p_{n}} sujeto a la restricción de utilidad mínima que {\displaystyle u(x_{1},\dots ,x_{n})\geq u^{*},} dando cantidades óptimas para consumir de los distintos bienes como {\displaystyle x_{1}^{*},\dots x_{n}^{*}} como funciones de {\displaystyle u^{*}} y los precios; entonces la función de gasto es:
{\displaystyle e(p_{1},\dots ,p_{n};u^{*})=p_{1}x_{1}^{*}+\dots +p_{n}x_{n}^{*}.}

## Propiedades de la función de gasto
Suponga que {\displaystyle u} es una función de utilidad continua que representa una relación de preferencia localmente no saciada º en {\displaystyle R_{+}^{n}}. Entonces {\displaystyle e(p,u)} es
1.   Homogéneo de grado 1 en {\displaystyle p}: para todo {\displaystyle \lambda }>0, {\displaystyle e(\lambda p,u)=\lambda e(p,u);}
2.   Continuo en {\displaystyle p} y en {\displaystyle u;}
3.   No decreciente en {\displaystyle p} y estrictamente creciente en {\displaystyle u} dado {\displaystyle p\gg 0;}
4.   Cóncavo en {\displaystyle p}
5.   Si la función de utilidad es estrictamente cuasi-convexa, existe el lema de Shephard.
Pruebas
(1) Como en la proposición anterior, nótese queː
{\displaystyle e(\lambda p,u)=\min _{x\in \mathbb {R} _{+}^{n}:u(x)\geq u}} {\displaystyle \lambda p\cdot x=\lambda \min _{x\in \mathbb {R} _{+}^{n}:u(x)\geq u}} {\displaystyle p\cdot x=\lambda e(p,u)}
(2) Continúa en el dominio  {\displaystyle e}: {\displaystyle {\textbf {R}}_{++}^{N}*{\textbf {R}}\rightarrow {\textbf {R}}}
(3) Sea {\displaystyle p^{\prime }>p} y suponiendo {\displaystyle x\in h(p^{\prime },u)}. Entonces {\displaystyle u(h)\geq u}, y {\displaystyle e(p^{\prime },u)=p^{\prime }\cdot x\geq p\cdot x} . De ello procede que {\displaystyle e(p,u)\leq e(p^{\prime },u)}.    
Para la segunda afirmación, supongamos por el contrario que para algunas {\displaystyle u^{\prime }>u}, {\displaystyle e(p,u^{\prime })\leq e(p,u)} Que, para algunos {\displaystyle x\in h(p,u)}, {\displaystyle u(x)=u^{\prime }>u}, que contradice la conclusión de "sin exceso de utilidad" de la proposición anterior  
(4) Sea {\displaystyle t\in (0,1)} y suponiendo {\displaystyle x\in h(tp+(1-t)p^{\prime })}. Entonces, {\displaystyle p\cdot x\geq e(p,u)} y {\displaystyle p^{\prime }\cdot x\geq e(p^{\prime },u)}, por tanto {\displaystyle e(tp+(1-t)p^{\prime },u)=(tp+(1-t)p^{\prime })\cdot x\geq }{\displaystyle te(p,u)+(1-t)e(p^{\prime },u)}.  
(5) {\displaystyle {\frac {\delta (p^{0},u^{0})}{\delta p_{i}}}=x_{i}^{h}(p^{0},u^{0})}

## Ejemplo
Suponga que la función de utilidad es la función Cobb-Douglas {\displaystyle u(x_{1},x_{2})=x_{1}^{.6}x_{2}^{.4},} que genera las funciones de demanda
{\displaystyle x_{1}(p_{1},p_{2},I)={\frac {.6I}{p_{1}}}\;\;\;\;{\rm {y}}\;\;\;x_{2}(p_{1},p_{2},I)={\frac {.4I}{p_{2}}},}
donde {\displaystyle I} es el ingreso del consumidor. Una manera de encontrar la función de gasto es encontrar primero la función de utilidad indirecta e invertirla. La función de utilidad indirecta {\displaystyle v(p_{1},p_{2},I)} se encuentra reemplazando las cantidades en la función de utilidad con las funciones de demanda, por tanto:
{\displaystyle v(p_{1},p_{2},I)=u(x_{1}^{*},x_{2}^{*})=(x_{1}^{*})^{.6}(x_{2}^{*})^{.4}=\left({\frac {.6I}{p_{1}}}\right)^{.6}\left({\frac {.4I}{p_{2}}}\right)^{.4}=(.6^{.6}*.4^{.4})I^{.6+.4}p_{1}^{-.6}p_{2}^{-.4}=Kp_{1}^{-.6}p_{2}^{-.4}I,}
donde {\displaystyle K=(.6^{.6}*.4^{.4}).} De esta manera, dado que {\displaystyle e(p_{1},p_{2},u)=e(p_{1},p_{2},v(p_{1},p_{2},I))=I}, cuando el consumidor optimiza, podemos invertir la función de utilidad indirecta para encontrar la función de gasto:
{\displaystyle e(p_{1},p_{2},u)=(1/K)p_{1}^{.6}p_{2}^{.4}u,}
Alternativamente, la función de gasto puede encontrarse solucionando el problema de minimización {\displaystyle (p_{1}x_{1}+p_{2}x_{2})} sujeto a la restricción {\displaystyle u(x_{1},x_{2})\geq u^{*}.}  Esto produce funciones de demanda condicionadas {\displaystyle x_{1}^{*}(p_{1},p_{2},u^{*})}  y {\displaystyle x_{2}^{*}(p_{1},p_{2},u^{*})}. Por tanto, la función de gasto es 
{\displaystyle e(p_{1},p_{2},u^{*})=p_{1}x_{1}^{*}+p_{2}x_{2}^{*}}